# Westlothiana
Westlothiana lizziae
Genre
Espèce
Westlothiana est un des plus anciens genres connus de reptiles. Sa position taxonomique a été très discutée,. En 2015, une synthèse sur les tétrapodomorphes de Clack et Milner le place parmi les tétrapodes primitifs. 
Il a été découvert en Écosse dans des sédiments du Carbonifère dans la partie supérieure du Viséen, il y a environ 330 Ma (millions d'années).
La seule espèce rattachée à ce genre est Westlothiana lizziae.
Ses restes ont été retrouvés dans les sédiments d'un ancien lac en Écosse avec des amphibiens, des scorpions, des araignées et des myriapodes (mille-pattes), ainsi que des spores de fougères arborescentes.

## Description
Westlothania mesurait environ 30 centimètres de long. Avec son corps allongé et ses pattes courtes, il avait une allure de lézard. Il est cependant assez difficile à distinguer de ses ancêtres amphibiens, ce qui n'est pas surprenant vu son ancienneté. Il n'avait probablement pas besoin d'un environnement aquatique pour vivre, contrairement aux amphibiens.

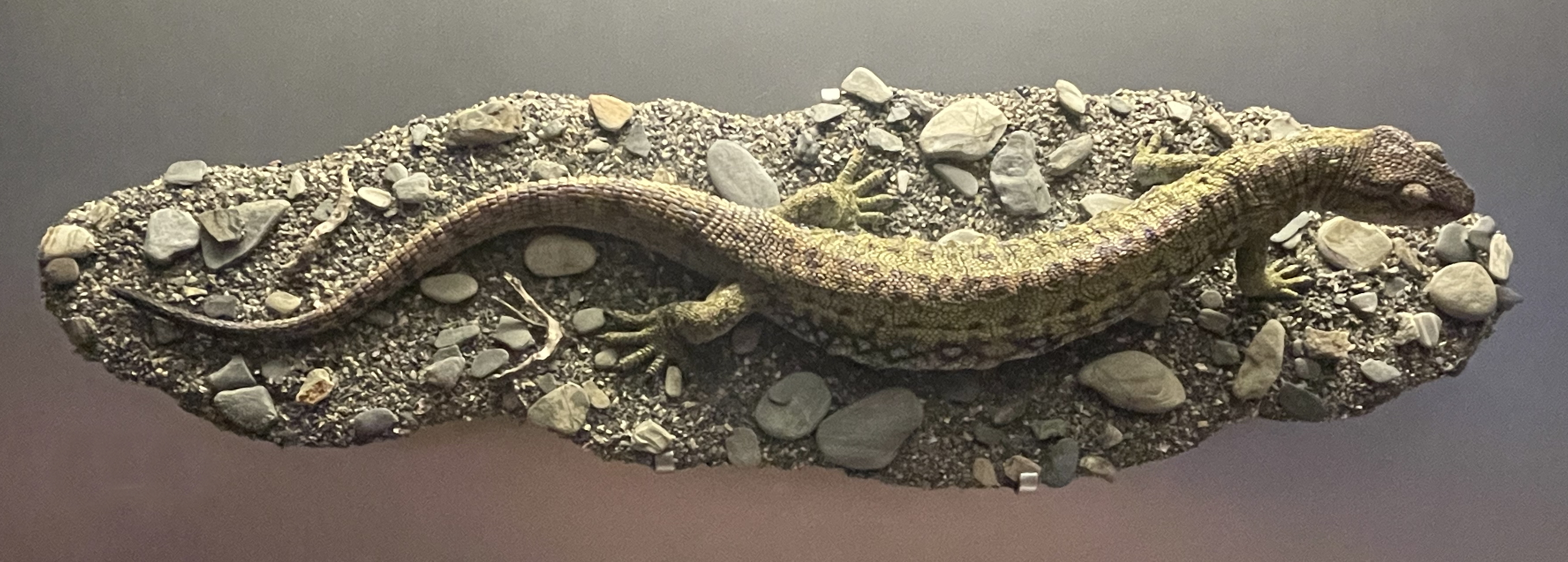
Reconstitution de Westlothiana lizziae, d'après les fossiles de la carrière d'East Kirkton, West Lothian, Écosse (332-336,5 Ma). Musée national d'Écosse, Édimbourg, Royaume-Uni.